# Francesco Cafarelli
Francesco Cafarelli (Foggia, 16 maggio 1942 – Foggia, 16 settembre 2017) è stato un politico italiano.
Deputato nella Democrazia Cristiana, nella IX legislatura, è stato eletto nel collegio di Bari. Successivamente venne rieletto nella X e XI legislatura.
Segretario della Commissione parlamentare sul fenomeno della mafia, ha ricoperto i seguenti altri incarichi:
- Commissione istruzione e belle arti;
- Commissione lavori pubblici.